# Walkstoffe

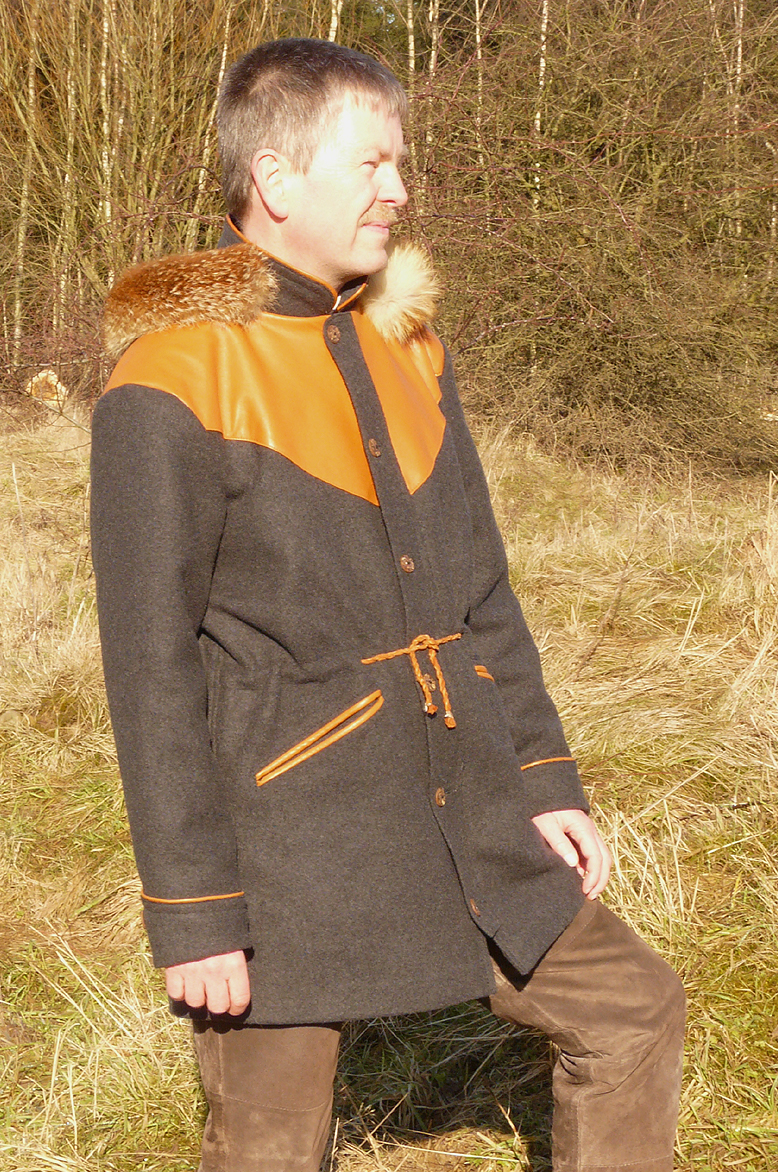
Beispiel für eine Jacke aus Vadmal mit Lederapplikationen im modernen Stil der Samen

Walkstoffe sind in Leinwand- oder Köperbindung gewebte Textilien, deren Oberflächen durch Walken (Drücken, Schieben, Stauchen, Pressen und Kneten in warmen, schwach alkalischen oder sauren Bädern) so verfilzt werden, dass die ursprüngliche Webbindung kaum noch oder gar nicht mehr zu erkennen ist. Im Gegensatz zum Filz wird jedoch gewebter Stoff verarbeitet.
Ursprünglich wurden ausschließlich Wollgewebe gewalkt, erst seit dem 20. Jahrhundert gibt es einen geringen Anteil verschiedener gewalkter Mischgewebe, die jedoch einen Mindestanteil von 20 % Wolle enthalten müssen. Bis ins 19. Jahrhundert wurden Walkstoffe Tuch genannt.

## Eigenschaften
Walkstoffe sind meist winddicht, wasserabweisend, sehr strapazierfähig, knitterfrei und sehr gut wärmerückhaltend. Gebräuchlich sind Qualitäten von 200 bis 1000 g/m².

## Herstellung
Aus dem rohen Gewebe (Loden) werden zuerst durch sogenanntes Noppen (etwa mit der Noppzange) Verunreinigungen entfernt. Nach dem Noppen folgt das Waschen, wodurch Fett, Leim und Schmutz aus dem Loden entfernt werden. Dann wird das Gewebe ein zweites Mal genoppt und unter Zusatz von Chemikalien (früher Seife, gefaulter Urin oder Walkererde) gewalkt. Hierdurch verfilzen die feinen aus dem Garn hervorstehenden Fasern und bis zu einem gewissen Grade die Garnfäden selbst. Das gewalkte Gewebe wird wieder gewaschen und auf einem Trockenrahmen unter Spannung getrocknet. Anschließend wird das nasse Tuch in Wasserdampf geraut, wobei die Härchen, welche aus der verfilzten Oberfläche unregelmäßig hervorragen, gleichmäßig herausgezogen und in einer Richtung niedergestrichen werden. Dazu nutzte man traditionell die trockenen Fruchtstände der Kardendistel (Dipsacus fullonum), deren Borsten in kleinen Widerhaken enden. Nach dem Rauen werden die herausgezogenen Härchen auf dem trockenen Tuch gegen den Strich aufgebürstet und in einer Schermaschine gleichmäßig auf kurze Länge geschnitten, damit sie zusammen eine glatte Oberfläche bilden. Bei qualitativ hochwertigem Tuch werden die Vorgänge des Rauens und Scherens bis zu fünfmal wiederholt. Nach dem Scheren wird das Tuch zum dritten Mal genoppt, dann abschließend dekatiert und gepresst.

## Walkstoffarten

### Traditionelle Walkstoffe
- Skandinavien: Vadmal und Kläde[3]
Jahrhundertelang waren Wollwalkstoffe in Schweden und Norwegen der wichtigste Bekleidungsstoff des Volkes. Man verwendete entweder das harte und besonders schwere Vadmal oder Kläde, das seit dem Hochmittelalter aus England oder Flandern importierte, teure und feinere Tuch (engl. Broadcloth). Während der Neuzeit wurde die Qualität der nordischen Schafwolle sukzessive verbessert, so dass kein Import mehr notwendig war.
- Alpenländer: Walk- oder Trachtenloden[4]
Loden (gewalkt und ungewalkt) war traditionell der widerstandsfähigste Kleidungsstoff der bäuerlichen Bevölkerung Europas. Heute findet gewalkter Loden vor allem in alpenländischen Trachten Verwendung. Trachtenloden ist häufig in Kreuzköperbindung gewebt, welches die Verfilzung der Oberfläche begünstigt. Im Handel sind diese Walkstoffe unter den Bezeichnungen Trachtenloden, Meltonloden, Bozener Loden oder Tuchloden zu finden. Auch in Mitteleuropa bevorzugen Jäger Walkstoffe für ihre Bekleidung, da diese auf der Pirsch nahezu keine Geräusche verursachen.
- England: Broadcloth
Das traditionelle und lange Zeit europaweit erfolgreich gehandelte Breite Tuch Britanniens findet heute fast ausschließlich bei Outdoor-Bekleidung Verwendung.
- Irland: Ulstertuch
Das nach der nördlichsten Provinz Irlands benannte Tuch ist ein kräftiger, grobfädiger Mantelstoff aus einfarbigen oder melierten Woll-Streichgarnen, auch mit Beimischung synthetischer Fasern in Tuch-, Köper-, Fischgrat- oder Panamabindung, ohne und mit angewebtem Futter. Ulster ist auch die Bezeichnung der aus diesen Stoffen hergestellten Mäntel.
- Portugal: Burel
Der in den Bergen hergestellte widerstandsfähige, dunkle Stoff wurde traditionell zur Fertigung von Umhängen verwendet.

### Moderne Walkstoffe
- Walkfrottier
Warenkundliche Bezeichnung für eine nach RAL 304 gewebte Frottierware aus meist ungezwirnten aber hochgedrehten Polgarnen, deren Schlingen sich bei einer nachfolgenden Nass-Koch-Behandlung verwerfen (daher kein echter Walkprozess).
- Jankerstoffe
Flanellartige Gewebe in Leinwand- oder Köperbindung aus Wolle, Baumwolle oder Viskose. Wolljanker werden gewalkt und leicht angeraut, andere erhalten Strichappretur.
- Perlé
Dicker, stark gerauter Streichgarnstoff mit kleinen Flockenperlen auf der rechten Seite.
- Arraché
Gewalkter, dicker Flausch mit wirrer Oberfläche. Arraché wird meist in Fischgrat oder Köperbindung gewebt. Die in der Rohware sichtbaren längeren Flottierungen dienen im Walk- und Rauprozess dazu, die Einzelfaser besser aus dem Fadenverbund herausziehen zu können (arracher).

### Webfilz und Filztuch
Grundsätzlich wird bei verfilzten Textilien zwischen Filz aus ungewebten Fasern und Walkstoff aus gewebten Fasern unterschieden. Dennoch finden sich in der Literatur zwei Stoffbezeichnungen, die zwischen diesen beiden Begriffen angesiedelt werden müssen:
- Webfilz
Entsteht durch Auflegen oder Anblasen von Tierhaaren (ein- oder beidseitig) an ein Wollgewebe mit anschließendem Filzen und Walken, so dass sich die Haare mit dem Gewebe untrennbar verbinden. Trotz der gewebten Stoffgrundlage wird dieses Material zu den Filzen gerechnet.
- Filztuch
Entsteht nach DIN 61 205 aus Gewebe von filzfähigen Fasern, das einem Filzprozess unterworfen wird.

## Herkunft und Geschichte
Für den Prozess des Walkens von Stoffen machte man sich den schon in vorchristlicher Zeit bekannten Effekt des Verfilzens von Wolle zunutze. Ursprünglich wurde mit Händen oder Füßen gewalkt. In Schweden existieren einige gut erhaltene Textilfunde aus dem Hochmittelalter (Lödöse, Bockstensmann), die eindeutig – manchmal allerdings nur einseitig – gewalkt wurden.
Bereits im 8. Jahrhundert wurde das Friesische Manteltuch berühmt, das mehrmals in den Schriften der Karolingerzeit erwähnt wird. Das Tuch wurde nach den friesischen Händlern benannt. Die Wolle und möglicherweise auch das fertige Tuch stammten jedoch aus England. Im Hochmittelalter setzten sich immer häufiger Walkmühlen durch, was zur Arbeitslosigkeit vieler Fußwalker führte. Qualitätsbewusste Hersteller feiner Wolltuche zogen hand- oder fußgewalkte Ware wegen der schonenderen Bearbeitung der maschinengewalkten allerdings vor. Mancherorts wurden Walkmühlen wegen der mangelhaften Qualität der bearbeiteten Stoffe wieder verboten oder auf die Bearbeitung billiger Massenware beschränkt.
Im Laufe des Mittelalters entwickelten sich die späteren Niederlande zum größten Tuchproduzenten Europas. Tuchmanufakturen in Flandern oder auch in Norditalien, die sich auf hochwertige, schwere Stoffe spezialisiert hatten, bevorzugten die kurzschürige, feingekräuselte englische Wolle. Diese wurde in riesigen Mengen exportiert: 1305 umfasste die Ausfuhr mehr als 45.000 Säcke (auf einen Sack ging die Wolle von ca. 220 Schafen, so dass für 45.000 Säcke ca. 10 Millionen Schafe geschoren worden waren).
Zu dieser Zeit war Tuch eine der wichtigsten internationalen Handelswaren.